# Список послов России и СССР в Болгарии
В статье представлен список послов России и СССР в Болгарии.

## Хронология дипломатических отношений
- 25 июня 1879 года — установлены дипломатические отношения.
- Ноябрь 1886 года — дипломатические отношения прерваны Россией.
- 1896 год — дипломатические отношения восстановлены.
- 6 октября 1915 года — дипломатические отношения прерваны после объявления войны Болгарией.
- 3 марта 1918 года — установлены дипломатические отношения по Брест-Литовскому договору (фактически не реализованы).
- 11—23 июля 1934 года — установлены дипломатические отношения на уровне миссий.
- 5 сентября 1944 года — дипломатические отношения прерваны СССР.
- 14—16 августа 1945 года — дипломатические отношения восстановлены на уровне миссий.
- 6 января 1948 года — миссии преобразованы в посольства.

## Список послов
| Срок полномочий                   | Посол                                       | Годы жизни     | Вручение верительных грамот | Комментарии                                                |
| --------------------------------- | ------------------------------------------- | -------------- | --------------------------- | ---------------------------------------------------------- |
| Российская империя                |                                             |                |                             |                                                            |
| 18 августа 1878 — 26 апреля 1880  | Александр Петрович Давыдов                  | 1838—1885      |                             | Дипломатический агент и генеральный консул                 |
| 26 апреля 1880 — 29 марта 1881    | Алексей Михайлович Кумани                   | 1833—1897      |                             | Дипломатический агент и генеральный консул                 |
| 29 марта 1881 — 2 марта 1883      | Михаил Александрович Хитрово                | 1837—1896      |                             | Дипломатический агент и генеральный консул                 |
| 1 августа 1883 — март 1884        | Александр Семёнович Ионин                   | 1837—1900      |                             | С особым поручением                                        |
| 26 февраля 1884 — 3 июня 1886     | Александр Иванович Кояндер                  | 1847—1910      |                             | Дипломатический агент                                      |
| 2 сентября 1886 — 9 ноября 1886   | Николай Васильевич Каульбарс                | 1842—1905      |                             | И.д. дипломатического агента                               |
| 1 февраля 1896 — 18 февраля 1897  | Николай Валерьевич Чарыков                  | 1855—1930      |                             | Дипломатический агент                                      |
| 18 февраля 1897—1905              | Юрий Петрович Бахметев                      | 1848—1928      |                             | Дипломатический агент                                      |
| 1906 — 1907                       | Андрей Николаевич Щеглов                    | 1857—?         |                             | Посланник                                                  |
| 1907 — 1911                       | Дмитрий Константинович Сементовский-Курилло | 1859—1911      |                             | Посланник                                                  |
| 1911 — 1913                       | Анатолий Васильевич Неклюдов                | 1856—1934      |                             | Посланник                                                  |
| 1913 — 1915                       | Александр Александрович Савинский           | 1868/1872—1934 |                             | Посланник                                                  |
| СССР                              |                                             |                |                             |                                                            |
| 31 августа 1934 — 5 апреля 1938   | Фёдор Фёдорович Раскольников                | 1892—1939      | 23 ноября 1934              | Полномочный представитель                                  |
| 30 сентября 1939 — 14 июня 1940   | Анатолий Иосифович Лаврентьев               | 1904—1984      | 6 ноября 1939               | Полномочный представитель                                  |
| 22 июня 1940—1944                 | Александр Андреевич Лаврищев                | 1912—1979      | 18 июля 1940                | Полномочный представитель (до 9 мая 1941), затем посланник |
| 1944 — 5 сентября 1944            | Дмитрий Георгиевич Яковлев (Федичкин)       | 1902—1991      |                             | Дипломатический представитель                              |
| 22 августа 1945 — 6 августа 1948  | Степан Павлович Кирсанов                    | 1908—1967      | 19 сентября 1945            | Посланник (до 6 января 1948), затем посол                  |
| 6 августа 1948 — 28 января 1954   | Михаил Фёдорович Бодров                     | 1903—1988      | 24 августа 1948             |                                                            |
| 28 января 1954 — 25 мая 1960      | Юрий Кондратьевич Приходов                  | 1906—1989      | 18 февраля 1954             |                                                            |
| 25 мая 1960 — 12 января 1963      | Георгий Апполинарьевич Денисов              | 1909—1996      | 22 июня 1960                |                                                            |
| 12 января 1963 — 12 апреля 1967   | Николай Николаевич Органов                  | 1901—1982      | 18 февраля 1963             |                                                            |
| 12 апреля 1967 — 4 мая 1972       | Александр Михайлович Пузанов                | 1906—1998      | 6 мая 1967                  |                                                            |
| 4 мая 1972 — 8 мая 1979           | Владимир Николаевич Базовский               | 1917—1993      | 23 июня 1972                |                                                            |
| 8 мая 1979 — 10 июля 1983         | Никита Павлович Толубеев                    | 1922—2013      | 13 июня 1979                |                                                            |
| 10 июля 1983 — 26 февраля 1988    | Леонид Иванович Греков                      | 1928—2004      | 22 июля 1983                |                                                            |
| 26 февраля 1988 — 25 декабря 1991 | Виктор Васильевич Шарапов                   | 1931—2019      |                             |                                                            |
| Российская Федерация              |                                             |                |                             |                                                            |
| 25 декабря 1991 — 22 апреля 1992  | Виктор Васильевич Шарапов                   | 1931—2019      |                             |                                                            |
| 28 июля 1992 — 2 ноября 1996      | Александр Алексеевич Авдеев                 | 1946—          |                             |                                                            |
| 2 ноября 1996 — 31 декабря 1999   | Леонид Владимирович Керестеджиянц           | 1931—2019      |                             |                                                            |
| 31 декабря 1999 — 25 мая 2004     | Владимир Геннадиевич Титов                  | 1958—2025      |                             |                                                            |
| 25 мая 2004 — 14 июля 2008        | Анатолий Викторович Потапов                 | 1942—2024      |                             |                                                            |
| 14 июля 2008 — 17 августа 2016    | Юрий Николаевич Исаков                      | 1948—          |                             |                                                            |
| 17 августа 2016 — 15 января 2021  | Анатолий Анатольевич Макаров                | 1951—          | 11 октября 2016             |                                                            |
| 15 января 2021 — настоящее время  | Элеонора Валентиновна Митрофанова           | 1953—          | 16 марта 2021               |                                                            |